# SC Odesa
El SC Odesa fue un equipo de fútbol de Ucrania que alguna vez jugó en la Liga Premier de Ucrania, la primera división de fútbol en el país.

## Historia
Fue fundado en el año 1944 en la ciudad de Odesa con el nombre ODO Odesa como un club multideportivo que representaba a la fuerza armada de la ciudad, y en su historia tuvo varios nombres, los cuales fueron:
- ODO Odessa (1944–1957)
- SKVO Odessa (1957–1960)
- SKA Odessa (1960–1992)
- SC Odesa (1992–1999)

Durante la época soviética, el club fue campeón de Ucrania en tres ocasiones, ganó la Copa de Ucrania en una ocasión y llegó a participar en la Primera División de la Unión Soviética en dos temporadas. Tras la caída de la Unión Soviética la institución cerró operaciones por carencia de fondos, excepto su sección de fútbol, el cual se convirtió en uno de los equipos fundadores de la Liga Premier de Ucrania en 1992, pero descendió esa misma temporada al terminar en último lugar del grupo A.
Posteriormente el ejército de la ciudad dejó de financiar al club, aunque el problema fue resuelto después de que el gobierno municipal aceptara financiar al club, aunque en lugar de regresar a la Liga Premier de Ucrania fueron relegados a la Druha Liha (tercera división). En la temporada 1998/99 gana el título de la Druha Liha, pero el club desaparece al carecer de fondos para continuar operando, con lo que la plaza que dejaron vacante fue adquirida por el FC Chernomorets Odessa y nace el FC Chernomorets-2 Odessa.

## Palmarés
- Championship of the Ukrainian SSR (3): 1957, 1963, 1977
- Ukrainian Second League (1): 1998/99
- Cup of the Ukrainian SSR (1): 1957

## Temporadas

### Unión Soviética
| Temporada | División | Pos. | J  | G  | E  | P  | GF | GC | Pts. |
| --------- | -------- | ---- | -- | -- | -- | -- | -- | -- | ---- |
| 1989      | 3        | 7    | 52 | 17 | 25 | 10 | 58 | 44 | 59   |
| 1990      | 3        | 6    | 42 | 21 | 7  | 14 | 59 | 32 | 49   |
| 1991      | 3        | 10   | 42 | 18 | 7  | 17 | 46 | 42 | 43   |

### UcraniaUcrania
| Temporada | División | Pos. | J  | G  | E  | P  | GF | GC | Pts. | Copa |
| --------- | -------- | ---- | -- | -- | -- | -- | -- | -- | ---- | ---- |
| 1992      | 1        | 10   | 18 | 3  | 1  | 15 | 32 | 36 | 7    | 1/16 |
| 1992–93   | 2        | 12   | 42 | 15 | 10 | 17 | 54 | 61 | 40   | 1/32 |
| 1993–94   | 2        | 13   | 38 | 12 | 9  | 17 | 43 | 54 | 33   | 1/32 |
| 1994–95   | 2        | 12   | 42 | 16 | 8  | 18 | 51 | 51 | 56   | 1/16 |
| 1995–96   | 2        | 18   | 42 | 11 | 11 | 20 | 35 | 63 | 44   | 1/32 |
| 1996–97   | 2        | 21   | 46 | 14 | 8  | 24 | 47 | 79 | 50   | 1/64 |
| 1997–98   | 3        | 3    | 32 | 18 | 7  | 7  | 48 | 29 | 61   | 1/32 |
| 1998–99   | 3        | 1    | 26 | 22 | 2  | 2  | 73 | 13 | 68   | 1/8  |